# Wissenschaftliches Bild
Zu den wissenschaftlichen Bildern gehören Bilder, die in der Wissenschaft Verwendung finden. 

## Funktionen (Auswahl)

### Heuristische, epistemische Funktionen

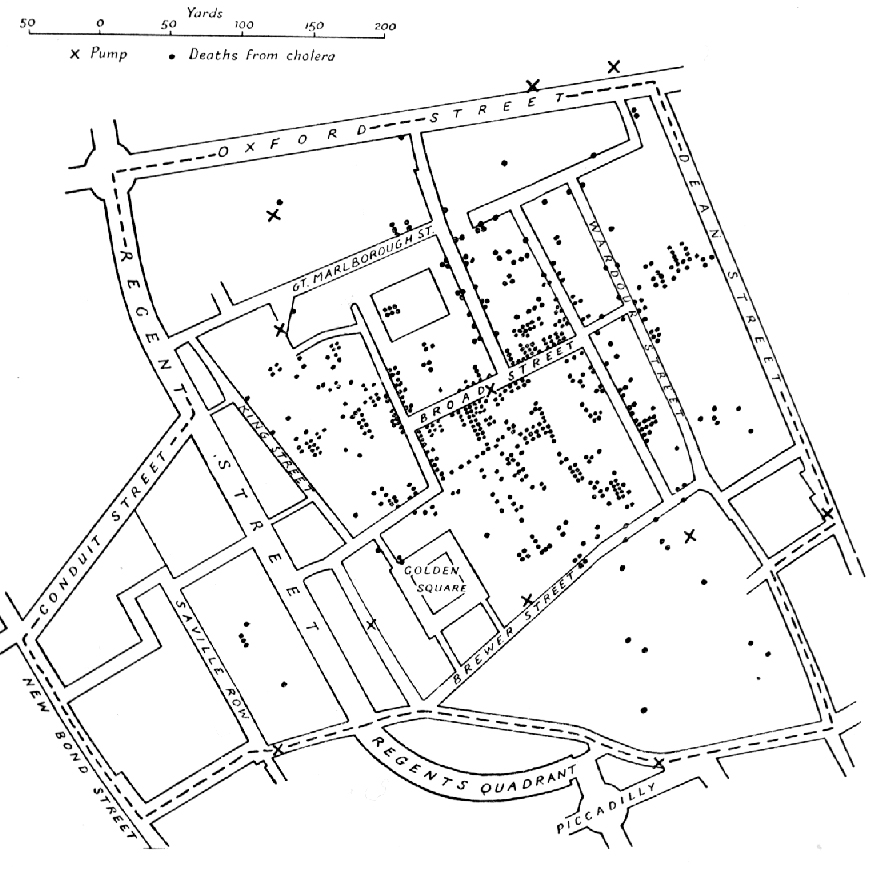
Karte von Dr. John Snow mit den Anhäufungen der Todesfälle bei der Cholera-Epidemie 1854

Bilder dienen in der Wissenschaft dazu, Erkenntnisse zu gewinnen. Auf Diagrammen werden etwa Korrelationen sicht- und ablesbar. Erst mit Hilfe einer Karte entdeckte zum Beispiel Dr. John Snow eine Wasserpumpe als Ursache einer Choleraepidemie in London. Er markierte die Todesfälle der Cholera mit Punkten und die Wasserpumpen mit Kreuzen und visualisierte eine deutliche Häufung von Todesfällen in der Nähe der Wasserpumpe an der Broad Street (vgl. Abbildung).

### Visualisierungsfunktion
Viele wissenschaftliche Sachverhalte sind abstrakt, schwer vorstellbar oder undenkbar. Die Wissenschaft verwendet verschiedene Ansätze, um Unsichtbares sichtbar zu machen und als wissenschaftliches Bild zu verbildlichen. Etwas Unbekanntes beschreibt sie gerne mit sprachlichen Bildern, d. h. mit einer Metapher, einer Analogie oder einem Vergleich. Dabei wird dem Unsichtbaren das Gewand des Alltäglichen und Bekannten übergestreift.
Modelle beschreiben Phänomene vereinfacht und abstrakt und erlauben es, Aussagen und Vorhersagen aus ihnen abzuleiten. Wissenschaftliche Instrumente schließlich sind visuelle Hilfen, Verlängerungen der Sinnesorgane, mit denen Daten von kleinsten bis zu den größten Strukturen gewonnen und ausgewertet werden können. 

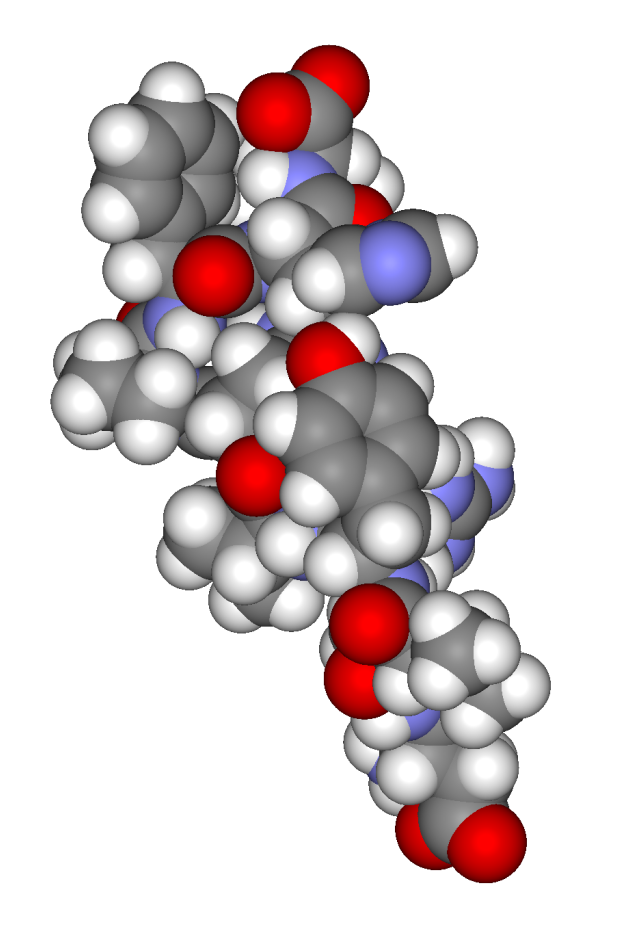
Kalottenmodell des Peptid-Hormons Angiotensin I. Unsichtbares, wie zum Beispiel ein Molekül, wird als Modell mit metaphorischen Mitteln verbildlicht.

Beispielsweise bringt die Reproduktion der Abbildung eines dreidimensionalen Baumes in einem zweidimensionalen Buch eine Verfälschung der dargestellten Effekte, so dass mitunter schwierig erkennbar ist, auf welche Aspekte hingewiesen werden soll. Das wissenschaftliche Zeichnen kann dieses Problem lösen, indem die gewünschten Sichten auf die Objekte so dargestellt werden, dass die zu demonstrierenden Effekte hervorgehoben und ablenkende Einflüsse minimiert werden.

### Das Bild als Stellvertreter
Wissenschaftliche instrumentelle Bilder haben in der wissenschaftlichen Forschung die Funktion des visuellen Beweises. Sie werden als Stellvertreter benötigt, um wissenschaftliche Resultate den Publikationen (Fachzeitschriften, Lehrbüchern, Internet-Zeitschriften) beizufügen, sie zu vervielfältigen und der wissenschaftlichen Gemeinschaft zugänglich zu machen. Die Leser der Fachzeitschriften vertrauen dabei der Entsprechung von Bild und Beobachtung. Eine hohe Glaubwürdigkeit hat traditionell die Fotografie.

### Erklärungsfunktion
Während in wissenschaftlichen Fachzeitschriften eher wenig Bilder verwendet werden, zeigt sich eine hohe Verwendung von Bildern in der Lehre und in der Populärwissenschaft.

### Überzeugungsfunktion
Bilder dienen in wissenschaftlichen Veröffentlichungen, auf Postern oder in Vorträgen auch zur Überzeugung des Betrachters.

## Kanonische wissenschaftliche Bilder

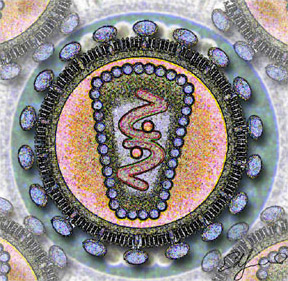
HI-Virus, Grafik

Wissenschaftliche Bilder geben denselben Sachverhalt immer wieder auf eine sehr ähnliche Art und Weise wieder. Einige der bekanntesten solcher Bilder in der Molekularbiologie sind die Darstellung der DNA von Watson und Crick, die Darstellung der Zellmembran nach dem Modell von Singer und Nicolson oder das HI-Virus. Stephen J. Gould hat für diese Bilder den Begriff „Canonical Icon“ (kanonische Bilder) eingeführt. Diese ergeben sich z. B. aus der innerwissenschaftlichen Weitergabe und Reproduktion von Darstellungen im Sinne von „Repräsentationsketten“ (Bruno Latour 1979, vgl. ders. 2002) oder durch die populärwissenschaftliche Kommunikation komplexer Labor- und Forschungsergebnisse.
Vögtli (2007) führt ein Beispiel für den damit verbundenen Prozess des Kopierens an: So ist das Bild des HI-Virus, das in der Wikipedia verwendet wird, eine Kopie eines Bildes aus dem Scientific American aus dem Jahr 1987 (Gallo R.C. & Montagnier L.: HI in 1988. In: Scientific American, 1988, 259(4), 41–48). Es handelt sich nicht um eine direkte Kopie des Originals, sondern um eine Kopie aus einem Lehrbuch, die auf dem Original basiert.

## Typen wissenschaftlicher Bilder
- Sprachliche Bilder (Metaphern, Analogien, Vergleiche)
- Modelle
- Instrumentelle Bilder
- Manuelle Bilder
- Schematische Bilder
- Naturalistische Bilder